# Reuzenwinterkoning
De reuzenwinterkoning (Campylorhynchus chiapensis) is een zangvogel uit de familie Troglodytidae (winterkoningen).

## Verspreiding en leefgebied
Deze soort is endemisch in zuidelijk Mexico.